# August Stenman
Carl August Stenman, född 28 januari 1852 i Eskilstuna, död 23 augusti 1920 i Stockholm, var en svensk industriman, grundare av Assa (August Stenman Stenman August) i Eskilstuna. Assa är en stor tillverkare av lås och nycklar.
Han var son till fabrikören Frans August Stenman och Anna Christina Thim. Sedan 1882 var han gift med Gerda Ottiliana Carlsson. Först gick Stenman i sin faders låsfabrik i Eskilstuna. Därefter var han verksam vid Carl Gustafs stads gevärsfaktori och Munktells mekaniska verkstad. Efter en sejour utomlands anställdes han som verkmästare vid Eskilstuna Jernmanufaktur AB i Tunafors. År 1881 omhändertog han ansvaret för produktion av byggnadssmide. År 1895 började Stenman sälja direkt till järnhandeln efter att Jernbolagets monopol upphört. Grunden för en internationell framgång som leverantör av byggnadssmide lades därmed. I dess järnmanufakturfabrik i Eskilstuna tillverkades gångjärn, fönsterbeslag, reglar, haspar, träskruvar med mera. Firman omdanades till bolag 1921 och hade på 1930-talet 650 arbetare anställda. Låstillverkningen ingick som en del i allt detta. 
Efter Stenmans död ombildades firman till Aug. Stenman AB. År 1930 förvärvades aktiemajoriteten i företaget av Guest, Keen & Nettlefolds, Ltd i Birmingham.
August Stenman hade en del kommunala uppdrag i Eskilstuna; han var bland annat ledamot av stadsfullmäktige, drätselkammaren, fattigvårdsstyrelsen. Han är begravd på S:t Eskils kyrkogård.